# Rhorus nigritarsis
Rhorus nigritarsis är en stekelart som först beskrevs av Hedwig 1956.  Rhorus nigritarsis ingår i släktet Rhorus och familjen brokparasitsteklar. Inga underarter finns listade i Catalogue of Life.